# Jānis Rokpelnis
 (novembre 2015).
Jānis Rokpelnis, né le 2 octobre 1945 à Riga, est un poète, scénariste et essayiste letton.

## Biographie
Jānis Rokpelnis est le fils de l'écrivain Fricis Rokpelnis, poète attitré du régime sous l'occupation soviétique.
Dans les années 60, Jānis Rokpelnis effectue des études de psychologie et de philosophie à Leningrad. Il rédige ses premiers poèmes en russe, et passe à l'usage exclusif du letton dès son retour en patrie dans le début des années 1970.
Dans son œuvre où vers libre et mètres classiques s'alternent, le lyrisme mélancolique s'accompagne d'échappées ironiques, et le langage poétique s'entremêle d'expressions familières, voire vulgaires.
Jānis Rokpelnis a traduit de nombreux auteurs russes en letton, notamment Innokenti Annenski, Alexandre Blok et Marina Tsvetaeva; il a travaillé comme librettiste pour les films de marionnettes d’Arnold Bourov (1915-2006), en adaptant entre autres un extrait des Misérables sous le titre de Cosette (1977).
Son œuvre a été récompensée, entre autres, par le prix de l'Assemblée balte en 2000.

### Poèmes
- Nosaukums. Riga, Neputns, 2010.
- Vārti [section dans Dzeja]. Riga, Atēna, 2004.
- Klātbūtne [section dans Lirika]. Riga, Atēna, 1999.
- Līme. Riga, Liesma, 1991.
- Vilciens no pilsētas R. Riga, Liesma, 1986.
- Rīgas iedzimtais. Riga, Liesma, 1981.
- Zvaigzne, putna ēna un citi. Riga, Liesma, 1975.

### Anthologies
- Dzeja. Riga, Atēna, 2004.
- Lirika. Riga, Atēna, 1999.

## Œuvres traduites
- Aбориген Pиги [trad. russe]. Riga, Liesma, 1991.
- Lyrika [trad. lituanienne par Vladas Braziūnas]. Vilnius, Petro ofsetas, 2005.
- Сфера Хевисайда [avec U. Bērziņš. Trad. russe par Sergei Moreino]. Riga, Karogs, 2008.
- Lugano incontra Riga/Rīga satiek Lugāno [avec Gilberto Isella, trad. italienne]. Bellinzone, Giampiero Casagrande editore, 2009.
- L'Aborigène de Riga [trad. du letton par Alain Schorderet]. Montpellier, Grèges, 2013.